# カディスCF
カディスCF（Cádiz Club de Fútbol, S.A.D.）は、アンダルシア州カディス県カディスに本拠地を置くスペインのサッカークラブチーム。チームカラーの青色と黄色の組み合わせはカディス市の紋章に由来している。

## 歴史
1910年創立の歴史あるクラブである。1950年代半ばから20年以上セグンダ・ディビシオン（2部）でプレーし、1977-78シーズンに初めてプリメーラ・ディビシオン（1部）に昇格したが、わずか1シーズンでセグンダ・ディビシオンに舞い戻った。2度目のプリメーラ・ディビシオン参戦となった1981-82シーズンも1シーズン限りの挑戦に終わったが、1980年代半ばから1990年代前半にはプリメーラ・ディビシオンに定着した。
エルサルバドル代表のレジェンドであるマヒコ・ゴンサレスはこの時期にカディスCFでプレーし、クラブ史上最高の選手と認識されている。
ゴンサレスやクラブ生え抜きのキコなどがプレーしたチームは、シーズンの大半を順位表の底辺に潜航しているにもかかわらず、毎シーズン終盤に浮上してプリメーラ・ディビシオン残留を果たすことから、ユニフォームカラ―をビートルズの曲にひっかけてイエロー・サブマリン(The Yellow Submarine、エル・サブマリーノ・アマリージョ)と呼ばれた。
だが、1992-93シーズン終了後にはついにセグンダ・ディビシオン（2部）降格となった。さらに2シーズン連続で下部リーグに降格となり、その後長い期間セグンダ・ディビシオンB（3部）に在籍することになってしまう。
2003年についにセグンダ・ディビシオン復帰を決め、2004-05シーズンには最終節に近隣のヘレスCDを破って優勝し、プリメーラ・ディビシオン昇格を決めた。
2005-06シーズンは13年ぶりにプリメーラ・ディビシオン（1部）へ参戦したが、19位でセグンダ・ディビシオンへ降格。2006年夏には元スペイン代表のオリ監督を招聘したが、わずか数ヶ月率いただけで解任された。
2007-08シーズンにはセグンダ・ディビシオンで最下位となり、セグンダ・ディビシオンB（3部）へ降格となった。2008-09シーズンはグループ4を首位で終え、さらにプレーオフを勝ち抜いてセグンダ・ディビシオン復帰を決めた。
しかし、2009-10シーズンには再びセグンダ・ディビシオンB降格。その後、2015-16シーズンには、グループ4にて4位に位置づけプレーオフに進出。更には、プレーオフを勝ち抜き、6シーズンぶりのセグンダ・ディビシオンへの復帰を果たした。
2016-17シーズンにセグンダに復帰して以降に中位に定着し、2019-20シーズンに15年ぶりにプリメーラ復帰を果たした。そして翌シーズン最終節の勝利により、プリメーラ・ディビシオン（1部）残留を果たし、3年連続で1部でプレーすることが決定した。

## サポーター
カディスCFのサポーターはカディスタス(cadistas)と呼ばれる。スペイン国内では友好的で陽気なことで有名なサポーター集団であり、近年の調査でスペイン最高のサポーター集団に選出されている。2006年、レアル・マドリードは本拠地エスタディオ・サンティアゴ・ベルナベウにやってきた敵サポーターの中でカディスCFを最高のサポーター集団に選出している。
カディス市の人口は12万人しかないにもかかわらず、過去4シーズンは全試合でチケットが売り切れている。セグンダ・ディビシオン全体の平均観客数は約7,000人であるが、同ディビジョンに降格した2006-07シーズンは約17,000人の平均観客数を維持した。
他クラブのスタジアムとは異なり、カディスCFのサポーターは相手クラブや相手選手にも声援を送り、「酒、酒、酒、我々は酒を飲むためにやってきた。結果など問題ではない!」(Alcohol alcohol alcohol, hemos venido a emborracharnos el resultado nos da igual!)などと歌い上げる。
この応援歌はセグンダ・ディビシオンBでプレーしていた2001-02シーズンに始まり、ヨーロッパ中に広まった。

## タイトル

### 国内タイトル
- セグンダ・ディビシオン

2004-05
- セグンダ・ディビシオンB

2008-09

### 国際タイトル
なし

## 成績

### 過去の成績
| シーズン | ディビジョン | 順位 | コパ・デル・レイ |
| -------- | ------------ | ---- | ---------------- |
| 1935/36  | セグンダ     | 7位  |                  |
| 1939/40  | セグンダ     | 1位  |                  |
| 1940/41  | セグンダ     | 8位  |                  |
| 1941/42  | セグンダ     | 3位  |                  |
| 1942/43  | セグンダ     | 7位  |                  |
| 1943/44  | テルセーラ   | 10位 |                  |
| 1944/45  | 地域リーグ   | —    |                  |
| 1945/46  | 地域リーグ   | —    |                  |
| 1946/47  | テルセーラ   | 2位  |                  |
| 1947/48  | テルセーラ   | 5位  |                  |
| 1948/49  | テルセーラ   | 5位  |                  |
| 1949/50  | テルセーラ   | 8位  |                  |
| 1950/51  | テルセーラ   | 8位  |                  |
| 1951/52  | テルセーラ   | 4位  |                  |
| 1952/53  | テルセーラ   | 3位  |                  |
| 1953/54  | テルセーラ   | 3位  |                  |
| 1954/55  | テルセーラ   | 1位  |                  |
| 1955/56  | セグンダ     | 14位 |                  |
| 1956/57  | セグンダ     | 12位 |                  |
| 1957/58  | セグンダ     | 10位 |                  |

| シーズン | ディビジョン | 順位 | コパ・デル・レイ |
| -------- | ------------ | ---- | ---------------- |
| 1958/59  | セグンダ     | 7位  |                  |
| 1959/50  | セグンダ     | 14位 |                  |
| 1960/61  | セグンダ     | 4位  |                  |
| 1961/62  | セグンダ     | 10位 |                  |
| 1962/63  | セグンダ     | 4位  |                  |
| 1963/64  | セグンダ     | 7位  |                  |
| 1964/65  | セグンダ     | 14位 |                  |
| 1965/66  | セグンダ     | 12位 |                  |
| 1966/67  | セグンダ     | 8位  |                  |
| 1967/68  | セグンダ     | 5位  |                  |
| 1968/69  | セグンダ     | 18位 |                  |
| 1969/70  | テルセーラ   | 1位  |                  |
| 1970/71  | セグンダ     | 12位 |                  |
| 1971/72  | セグンダ     | 16位 |                  |
| 1972/73  | セグンダ     | 7位  |                  |
| 1973/74  | セグンダ     | 5位  |                  |
| 1974/75  | セグンダ     | 5位  |                  |
| 1975/76  | セグンダ     | 13位 |                  |
| 1976/77  | セグンダ     | 2位  |                  |
| 1977/78  | プリメーラ   | 18位 |                  |

| シーズン | ディビジョン | 順位 | コパ・デル・レイ |
| -------- | ------------ | ---- | ---------------- |
| 1978/79  | セグンダ     | 8位  |                  |
| 1979/80  | セグンダ     | 8位  |                  |
| 1980/81  | セグンダ     | 2位  |                  |
| 1981/82  | プリメーラ   | 16位 |                  |
| 1982/83  | セグンダ     | 2位  |                  |
| 1983/84  | プリメーラ   | 16位 |                  |
| 1984/85  | セグンダ     | 2位  |                  |
| 1985/86  | プリメーラ   | 15位 |                  |
| 1986/87  | プリメーラ   | 18位 |                  |
| 1987/88  | プリメーラ   | 12位 |                  |
| 1988/89  | プリメーラ   | 15位 |                  |
| 1989/90  | プリメーラ   | 15位 |                  |
| 1990/91  | プリメーラ   | 18位 |                  |
| 1991/92  | プリメーラ   | 18位 |                  |
| 1992/93  | プリメーラ   | 19位 |                  |
| 1993/94  | セグンダ     | 20位 |                  |
| 1994/95  | セグンダB    | 10位 |                  |
| 1995/96  | セグンダB    | 6位  |                  |
| 1996/97  | セグンダB    | 7位  |                  |
| 1997/98  | セグンダB    | 3位  |                  |

| シーズン  | ディビジョン | 順位 | コパ・デル・レイ |
| --------- | ------------ | ---- | ---------------- |
| 1998-99   | セグンダB    | 5位  |                  |
| 1999-2000 | セグンダB    | 12位 |                  |
| 2000-01   | セグンダB    | 1位  |                  |
| 2001-02   | セグンダB    | 7位  | ベスト64         |
| 2002-03   | セグンダB    | 4位  |                  |
| 2003-04   | セグンダ     | 7位  | ベスト32         |
| 2004-05   | セグンダ     | 1位  | ベスト32         |
| 2005-06   | プリメーラ   | 19位 | 準々決勝敗退     |
| 2006-07   | セグンダ     | 5位  | 3回戦敗退        |
| 2007-08   | セグンダ     | 20位 | 3回戦敗退        |
| 2008-09   | セグンダB    | 1位  | 1回戦敗退        |
| 2009-10   | セグンダ     | 19位 | 2回戦敗退        |
| 2010-11   | セグンダB    | 4位  | 3回戦敗退        |
| 2011-12   | セグンダB    | 1位  | ベスト32         |
| 2012-13   | セグンダB    | 13位 | 2回戦敗退        |
| 2013-14   | セグンダB    | 3位  |                  |
| 2014-15   | セグンダB    | 1位  | ベスト32         |
| 2015-16   | セグンダB    | 4位  | ベスト16         |
| 2016-17   | セグンダ     | 5位  | 3回戦敗退        |
| 2017-18   | セグンダ     | 9位  | ベスト16         |

| シーズン | ディビジョン | 順位 | コパ・デル・レイ |
| -------- | ------------ | ---- | ---------------- |
| 2018-19  | セグンダ     | 7位  | ベスト32         |
| 2019-20  | セグンダ     | 2位  | 2回戦敗退        |
| 2020-21  | プリメーラ   | 12位 | ベスト32         |
| 2021-22  | プリメーラ   | 17位 | ベスト8          |
| 2022-23  | プリメーラ   | 14位 |                  |
| 2023-24  | プリメーラ   | 18位 |                  |
| 2024-25  | セグンダ     |      |                  |

- 14シーズン - プリメーラ・ディビシオン
- 42シーズン - セグンダ・ディビシオン
- 16シーズン - セグンダ・ディビシオンB
- 12 シーズン - テルセーラ・ディビシオン
- 1シーズン - 地域リーグ

## 現所属メンバー
2025年2月8日現在
注：選手の国籍表記はFIFAの定めた代表資格ルールに基づく。
| No. | Pos. |            | 選手名                               |
| --- | ---- | ---------- | ------------------------------------ |
| 1   | GK   | スペイン   | ダビド・ヒル ()                      |
| 2   | DF   | スペイン   | ホセバ・サルドゥア                   |
| 3   | DF   | スペイン   | ファリ                               |
| 4   | MF   | スペイン   | ルベン・アルカラス                   |
| 5   | DF   | スペイン   | ビクトル・チュスト                   |
| 6   | MF   | スペイン   | フェデ・サン・エメテリオ             |
| 7   | FW   | スペイン   | ルベン・ソブリーノ                   |
| 8   | MF   | スペイン   | アレックス・フェルナンデス (第3主将) |
| 9   | FW   | スペイン   | ロジェール・マルティ                 |
| 10  | FW   | ウルグアイ | ブリアン・オカンポ ★                 |
| 12  | DF   | スペイン   | ルイス・エルナンデス                 |
| 13  | GK   | スペイン   | ホセ・アントニオ・カロ               |
| 14  | DF   | セルビア   | ボヤン・コヴァチェヴィッチ           |

| No. | Pos. |              | 選手名                         |
| --- | ---- | ------------ | ------------------------------ |
| 15  | FW   | ザンビア     | フランシスコ・ムウェプ ★       |
| 16  | FW   | スペイン     | クリス・ラモス ()              |
| 17  | MF   | アルゼンチン | ゴンサロ・エスカランテ ()      |
| 18  | DF   | スペイン     | ホセ・マトス                   |
| 19  | MF   | スペイン     | ホセ・アントニオ・デ・ラ・ロサ |
| 20  | DF   | スペイン     | イサ・カルセレン               |
| 21  | DF   | スペイン     | イケル・レシオ                 |
| 22  | FW   | スペイン     | ハビエル・オンティベロス       |
| 23  | FW   | スペイン     | カルロス・フェルナンデス       |
| 24  | DF   | スペイン     | アイハム・アウス ()            |
| 25  | MF   | スペイン     | オスカル・メレンド             |
| 37  | DF   | スペイン     | マリオ・クリメント             |

監督
- ガイスカ・ガリターノ

※括弧内の国旗はその他保有国籍、もしくは市民権、星印はEU圏外選手を示す。

### ローン移籍選手
in
注：選手の国籍表記はFIFAの定めた代表資格ルールに基づく。
| No. | Pos. |          | 選手名                                  |
| --- | ---- | -------- | --------------------------------------- |
| 14  | DF   | セルビア | ボヤン・コヴァチェヴィッチ (パルチザン) |

| No. | Pos. |          | 選手名                                      |
| --- | ---- | -------- | ------------------------------------------- |
| 23  | FW   | スペイン | カルロス・フェルナンデス (レアル・ソシエダ) |

out
注：選手の国籍表記はFIFAの定めた代表資格ルールに基づく。
| No. | Pos. |            | 選手名                         |
| --- | ---- | ---------- | ------------------------------ |
| 11  | FW   | スペイン   | イバン・アレホ (APOELニコシア) |
| 12  | MF   | マリ共和国 | ロミニグ・クアメ (シカゴ) ()   |

| No. | Pos. |            | 選手名                          |
| --- | ---- | ---------- | ------------------------------- |
| --  | MF   | マリ共和国 | ユバ・ディアッラ (ハルトベルク) |

## 歴代監督
- エンリケ・マテオス 1953-1961
- フェルディナンド・ダウチーク 1971
- ドメネク・バルマーニャ 1972-1974
- サビノ・バリナガ 1974-1975
- フアン・アルサ 1975-1976
- パキート・ガルシア 1985-1986
- ダビド・ビダル 1986-1987
- マルセリーノ・ペレス 1994
- ラモン・エレディア 1994-1995
- オリ 2006
- マリアノ・ガルシア・レモン 2007
- ハビ・グラシア 2008-2010
- クラウディオ・バラガン 2014-2016
- アルバロ・セルベラ 2016-2022
- セルヒオ・ゴンサレス 2022-2024
- マウリシオ・ペジェグリーノ 2024
- パコ・ロペス 2024
- ガイスカ・ガリターノ 2024-

## 歴代所属選手

### GK
- ゾラン・ヴァルヴォディッチ 1992-1993
- ペドロ・コントレラス 2007-2008
- キコ・カシージャ 2008-2010

### DF
- ミゲリ 1970-1973
- イゴール・シュティマツ 1992-1994
- ドゥダ 1999-2001
- ラモン・デ・キンタナ 2003-2008
- エドゥアルド・ベリッソ 2005-2006
- アリダネ 2015-2017
- ルイズミ・ケサダ 2019-2020
- イェンス・イェンソン 2020-
- ヴァラズダト・ハロヤン 2021-2022

### MF
- ホセ・マヌエル・バルラ 1986-1994, 1997-2000
- ファビアン・エストヤノフ 2005-2006
- パブロ・エルナンデス 2007
- カミル・コソフスキ 2008
- イケチ・アンヤ 2011-2012
- メディ・ナフティ 2013-2014

### FW
- エンリケ・コリャル 1952-1953
- マヒコ・ゴンサレス 1982-1984, 1986-1991
- キコ 1990-1993
- ハルナ・ババンギダ 2003-2004
- オリ 2003-2006
- ディエゴ・トリスタン 2009-2010
- バーソロミュー・オグベチェ 2009-2010
- ダニ・グイサ 2015-2017
- アントニー・ロサノ 2019-2020, 2020-
- アルバロ・ネグレド 2020-2024
- ボビー・アデカニェ 2020-2021
- フロリン・アンドネ 2021-2022